# Dictyssa doeringae
Dictyssa doeringae är en insektsart som först beskrevs av Ball 1936.  Dictyssa doeringae ingår i släktet Dictyssa och familjen sköldstritar. Inga underarter finns listade i Catalogue of Life.